# Сапфира
Сапфира Бьяртскулар (англ. Saphira, Сверкающая Чешуя по-эльфийски) — персонаж тетралогии «Наследие» Кристофера Паолини. Также известна, как Язык пламени у Ургалов. Последняя самка дракона. Она крепко связана со своим Всадником, Эрагоном, после того как яйцо, в котором она находилась, было украдено у свиты короля Гальбаторикса.

## История

### Начало
Сапфира родилась от самца дракона Йормунгра, у которого был свой Всадник, и дикой самки дракона, Вервады. Эти драконы погибли во время падения Всадников. Синее, как камень-сапфир, яйцо Сапфиры лежало рядом с двумя другими (изумрудно-зелёным и красным, как рубин) у свиты короля Гальбаторикса в его замке. Король отчаянно пытался найти Всадников для этих драконов, но безуспешно. Ни на одного претендента ни один дракон не ответил. Позже Бром и его друг Джоад обнаружили тайный проход в замок Гальбаторикса. Вардены назначили вора Хелфринга украсть яйца драконов. Яйцо Сапфиры было украдено и в конечном итоге доставлено эльфам, где Арья путешествовала по Алагейзии в надежде найти Всадника.

### Книга «Эрагон»
Эрагон, охотившись, случайно нашёл её яйцо в горах Спайна и забрал себе, приняв за самоцвет. Через некоторое время из него появился дракон. Когда Эрагон решил дать ему имя, то узнал у Брома распространённые среди драконов имена и начал по одному предлагать их своему дракону. В процессе выяснился пол дракона (после того, как тот, вернее та, отказалась от всех мужских имён). Последнее предложенное имя ей понравилось и дракониха стала именоваться Сапфирой. Родившись, дракончик не знал человеческого языка и Эрагону пришлось его обучать. Сапфира общается телепатически и редко снисходит до разговора с кем-то, кроме Эрагона.

### Остальные книги
Сапфира считает себя самым прекрасным существом в Алагейзии. Вместе с Эрагоном обучалась в эльфийских лесах. Их наставниками были эльф-Всадник Оромис и его дракон Глаэдр—Золотая Чешуя, которым удалось скрыться от Гальбаторикса. Как выясняется в третьей книге, хранила доверенную Бромом тайну о настоящем отце Эрагона. Сапфира, безусловно, лучший друг Эрагона и, как и он, надежда всей страны.

## Особенности персонажа

### Внешность
Оттенок и глаза дракона яркого насыщенного синего цвета. У неё острые когти на лапах и шипы на шее, спине и хвосте. У Сапфиры есть два клыка на верхней челюсти, которые видны, даже если закрыта пасть, и все её зубы острые и белые, как у настоящего хищника. Её голова примерно треугольной формы и обладает несколькими тёмными шипами на кончике морды.
Её тело очень компактное и аэродинамическое, что позволяет ей мягко и легко маневрировать в воздухе. Оромис сказал, что ещё не видел дракона, который бы так идеально летал и так естественно подходил к небу. Она была названа «Сапфира», поскольку Бром упомянул это имя и оно очень подходило дракону. Тогда Эрагон ещё не знал, что так звали собственного дракона Брома — самку, которая погибла в битве при Дору Ариба, защищая своего Всадника.

### Характер
Драконы у Кристофера Паолини — это явно не те мощные вьючные животные, которые надо тренировать, чтобы они повиновались человеку. Практически с самого рождения Сапфира уже обладает такой мудростью, как будто она прожила много лет. Сперва её отношение к Эрагону — довольно настороженное. Сапфиру тяготит сознание того, что практически все представители её рода были уничтожены, и эта охота ещё не прекратилась. Единственное, что стоит между нею и смертью — это 15-летний неопытный подросток. Тем не менее, Сапфира знает, что у Эрагона есть потенциал превратиться в смелого и мудрого партнёра, если конечно Сапфира не даст ему погибнуть до завершения обучения.
Согласно Кристоферу Паолини, драконы, ещё будучи в яйце, были в состоянии выбирать для себя наиболее подходящего всадника. В начале обучения Эрагона эльфы высказывали сомнения в правильности выбора Сапфирой именно человеческого всадника, а не эльфийского. Но Сапфира уверила Эрагона, что Арья уже давно «познакомила» яйцо со всеми эльфами — но ни один из них не оказался для неё подходящим всадником.

## Родители
Родителями Сапфиры были Йормунгр и Вервада. Йормунгр был драконом одного из Всадников прошлого, а Вервада (Громовница с эльфийского) — дикой драконихой. Она не раз откладывала яйца, но лишь одно согласилась доверить Всадникам: яйцо Сапфиры. Оба этих дракона погибли во время Войны.